# Nephrotoma formosensis
Nephrotoma formosensis är en tvåvingeart som först beskrevs av Edwards 1916.  Nephrotoma formosensis ingår i släktet Nephrotoma och familjen storharkrankar.
Artens utbredningsområde är Taiwan. Inga underarter finns listade i Catalogue of Life.